# Jakub Iwanowski
Jakub Iwanowski herbu Rogala (zm. przed 16 kwietnia 1630) – podczaszy podlaski w 1626 roku, poseł województwa podlaskiego na sejm 1628 roku i deputat tego województwa na Trybunał Skarbowy Koronny w 1628 roku.